# Criniventer
Criniventer is een geslacht van kevers uit de familie van de loopkevers (Carabidae). De wetenschappelijke naam van het geslacht is voor het eerst geldig gepubliceerd in 1953 door van Emdem.

## Soorten
Het geslacht Criniventer is monotypisch en omvat slechts de volgende soort:
- Criniventer rufus (Brulle, 1838)